# Němčice (zámek)
Němčice jsou tvrz přestavěná na zámek ve stejnojmenné vsi v okrese Strakonice. Zámecký areál s hospodářským dvorem a parkem se nachází v severní části vesnice a je památkově chráněný.
Zámek byl založen ve druhé polovině šestnáctého století jako renesanční tvrz, ale dochovaná podoba je výsledkem raně a vrcholně barokních úprav. Památkově hodnotný je celý komplex venkovského feudálního sídla včetně parku a hospodářského dvora, který se dochoval bez podstatných novodobých úprav.

## Historie

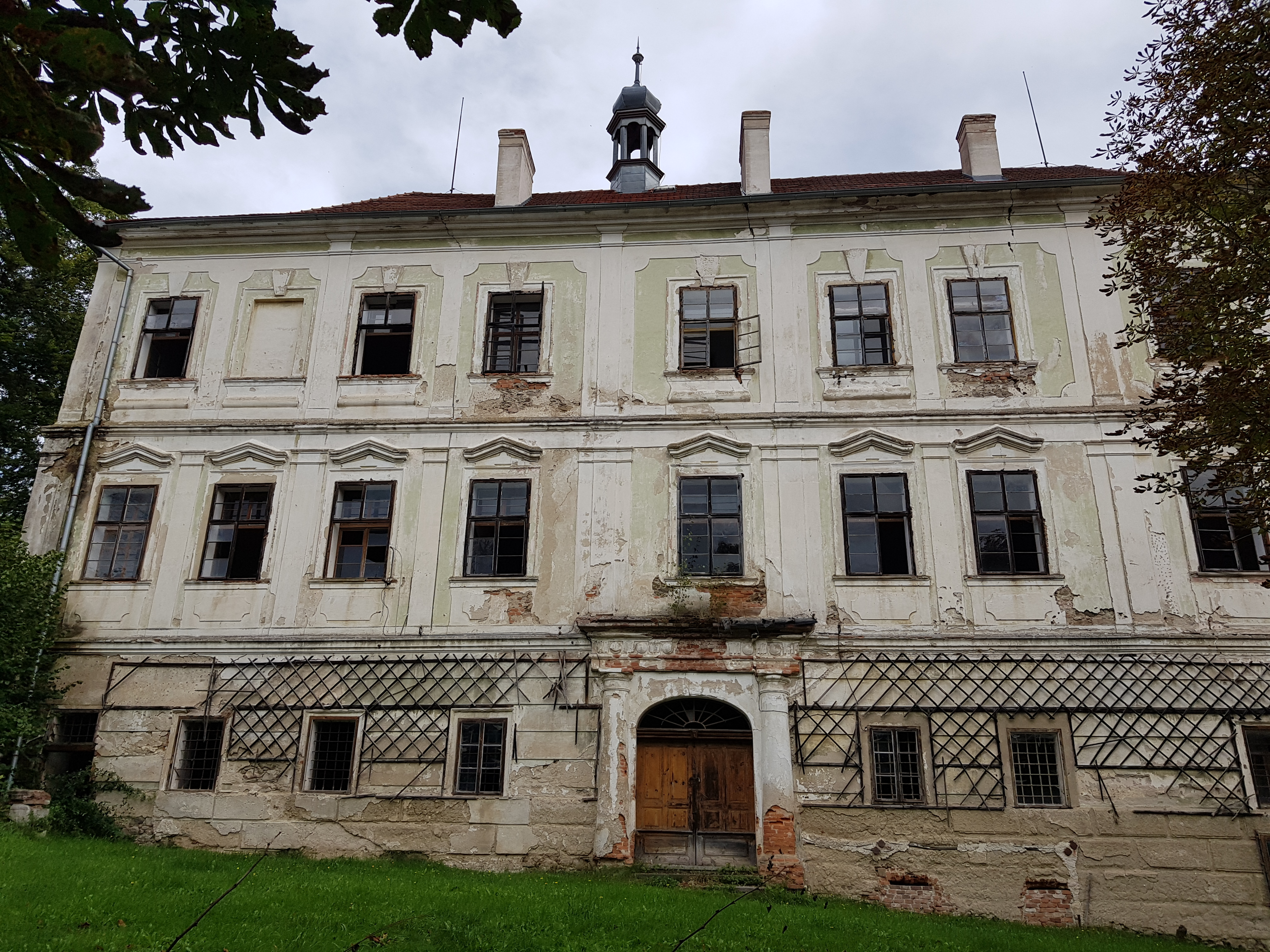
Hlavní průčelí

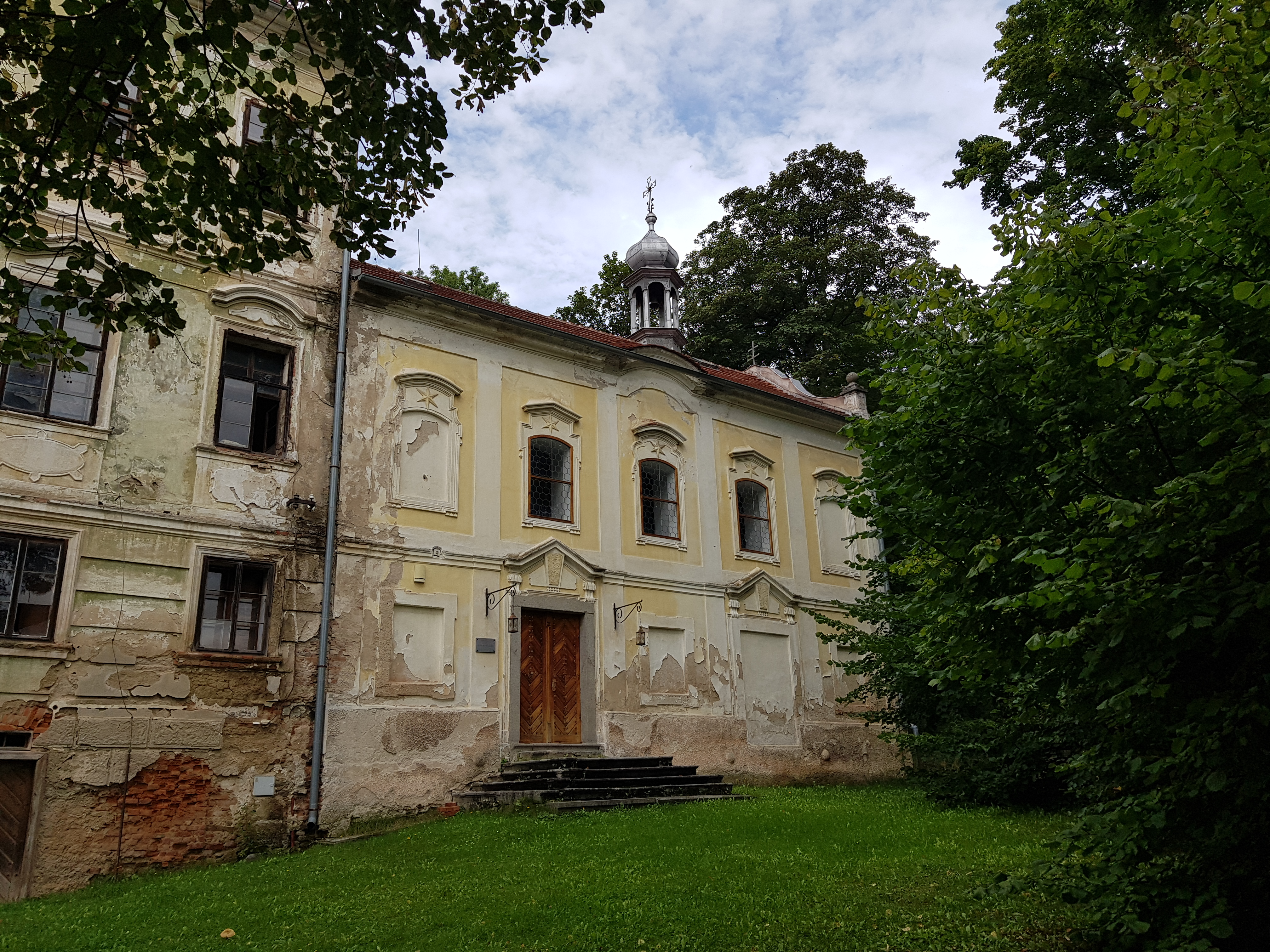
Kaple sv. Jana Nepomuckého

První písemná zmínka o němčickém panském sídle pochází z roku 1629, ale renesanční tvrz vystavěl už Adam Chřepický z Modliškovic, který vesnici získal roku 1582 od Václava Koce z Dobrše. Adam Chřepický panství rozšířil o další vesnice a po jeho smrti je převzal syn Václav Chřepický, který zemřel před rokem 1615. Z jeho dvou synů statek zdědil mladší Václav, ale pro velké dluhy jej musel roku 1629 prodat. Vesnici koupil Adam Chřepický z Modliškovic, po kterém ji zdědila vdova Anna, rozená Kocová z Dobrše, a jejích šest dcer. Němčický statek tehdy tvořila tvrz se dvorem, pivovarem a dalšími pěti vesnicemi. Statek nebylo možné rozdělit, a proto jej dědičky roku 1667 prodaly Ctiboru Václavu Chřepickému z Modliškovic. Nějakou dobu potom Němčice patřily k dobršskému panství, ale roku 1674 je od Františka Albrechta Chřepického koupil Jiří František Věžník z Věžník považovaný za iniciátora přestavby tvrze na barokní zámek. Podle popisu z roku 1829 byl barokní zámek jednopatrový.
Jiří František Věžník zemřel roku 1685 a panství potom až do dospělosti syna Bernarda Václava spravovala vdova Lidmila. Od Bernarda Václava Němčice roku 1696 koupil Jan Ignác Dlouhoveský z Dlouhé Vsi, který zastával funkci probošta katedrály svatého Víta. Jan Ignác němčický statek připojil ke Kraselovu a někdy v té době už byl zámek zvýšen o jedno patro. Ignácovým dědicem se stal Jan Felix Dlouhoveský, který k zámku nechal přistavět kapli svatého Jana Nepomuckého, na jejímž portálu je letopočet 1729. Kapli snad navrhl a postavil architekt Pavel Ignác Bayer. Od té doby se Němčice staly centrem panství a rodu Dlouhoveských zámek patřil až do roku 1945 (nebo 1948). Posledním majitelem se stal baron Karel Dlouhoveský, kterému byl zámek roku 1948 zabaven.
V osmdesátých letech dvacátého století byl zámecký areál ve správě místního národního výboru a sloužil jako ubytovací zařízení škol v přírodě. Po roce 1990 zámek získali zpět potomci rodu Dlouhoveských. Prvním z nich byl Jan Ignác Dlauhoweský (1909–1996), syn barona Karla Ludvíka Dlouhoveského (1876–1956), a po jeho smrti zámek převzal starší syn Václav Dlauhoweský (narozený roku 1946) se svými třemi syny. Rodina se zámek několikrát pokusila opravit, ale neuspěla.
V roce 2005 zde byl natočen film Pravidla lži o terapeutické komunitě drogově závislých. Do roku 2014 zde působila skutečná terapeutická skupina Sananim, kterou je film inspirován.
V roce 2018 byl zámek nepřístupný, bez využití a chátral.

## Stavební podoba
Dvoupatrový zámek má obdélný půdorys. Fasády zámecké budovy jsou členěné pilastry a v přízemí zdobené bosováním. Hlavní průčelí má devět os a v jeho středu se nachází vstupní portál. Okna jsou zdůrazněná štukovými rámy a v prvním patře se nad nimi střídají trojúhelníkové a půlkruhové nadokenní římsy. Přízemní místnosti mají stropy zaklenuté valenými klenbami s výsečemi.
K severnímu průčelí přiléhá kaple svatého Jana Nepomuckého s obdélným půdorysem a pravoúhlým zakončením. Interiér je zdoben štukovým zrcadlem na stropě a v západní části lodi stojí zděná kruchta. Portálový oltář z první třetiny osmnáctého století zdobí čtyři obrazy s motivy ze života Jana Nepomuckého. Kromě nich v kapli býval raně barokní krucifix a varhany.
K zámku přiléhá původně francouzský park, který byl v letech 1810–1820 upraven na romantický anglický park, který se v prvních dvou desetiletích dvacátého století nacházel v zanedbaném stavu. Součástí parku jsou okrasné stavby vyhlídkového pavilonu, zahradního altánu a torzo skleníku s kašnou. Na opačné straně zámeckého areálu je hospodářský dvůr se dvěma stodolami, stájemi a bývalým správcovským domem (čp. 45) po obvodu. Uvnitř dvora volně stojí sýpka a holubník.
V ohradní zdi u silnice do Jetišova je výklenková kaple se sochou svatého Vojtěcha z roku 1818. K památkově chráněným objektům patří také špýchar západně od zámeckého areálu.